# Bothriopsis medusa
Bothriopsis medusa là một loài rắn trong họ Rắn lục. Loài này được Sternfeld mô tả khoa học đầu tiên năm 1920.